# Burmagomphus johnseni
Burmagomphus johnseni – gatunek ważki z rodziny gadziogłówkowatych (Gomphidae).